# 金恩忠
金恩忠（1904年-？），北平市人，隨北平楊德山習六合拳，朱冠朋習潭腿、殷德魁之徒習神打(三皇性功拳)。後自稱家傳少林拳法，並跟從少林寺方丈，妙興大師學習少林七十二藝。

## 平生簡略
- 在北平市（北京）毓英中學卒業。
- 1923年前往東三省從軍。
- 1925年(民十四)，充任鎮威軍第六師排長。
- 1928年(民十七)，畢業於軍官教練所，任預備軍營長。當年少林寺被燒毀，而妙興大師於早一年戰死。
- 同年參與中央國術館考試，1929年(民十八)充東北邊防軍武術教練。
- 1931年九一八事件後，在天津公安局任保安總隊副官。開始著作武術書籍，內容多不可考，有不合常理者，有違歷史者，相信為自我偽作。

## 著作
- 《國術名人錄》1933年
- 《少林七十二藝》